# یورگن اینگمن
یورگن اینگمن (به انگلیسی: Jørgen Ingmann) (زاده ۲۶ آوریل ۱۹۲۵ -درگذشته ۲۱ مارس ۲۰۱۵) خوانندهٔ دانمارکی بود.
او در سال ۱۹۶۳ با عنوان گرث و یورگن اینگمن در مسابقه یوروویژن شرکت کرد و برنده شد.